# Sesterská skupina
Sesterská skupina nebo sesterský taxon je systematické označení z kladistiky označující nejbližší příbuzné dané skupiny v rámci fylogenetického stromu. Tento pojem je nejsnáze ilustrovatelný na kladogramu reprezentujícím skupiny A, B a C.
|  | \| \| A \| \| \| \| \| \| B \| \| \| \| |
|  |                                         |
|  | C                                       |
|  |                                         |
|  | A                                       |
|  |                                         |
|  | B                                       |
|  |                                         |

|  | A |
|  |   |
|  | B |
|  |   |

A je zde sesterskou skupinou B, a B naopak sesterskou skupinou A. Skupiny A a B společně se všemi ostatními potomky jejich posledního společného předka tvoří klad, zde tedy klad AB, jehož sesterskou skupinou je C. Celý klad ABC je potom zakořeněný ve větším stromě (je odvětvený z většího stromu), který nabízí další sesterské skupiny, již vzdáleněji příbuzné koncovým uzlům A a B. Podle kladistických norem mohou skupiny A, B a C představovat jednotlivé vzorky, druhy nebo vyšší taxony, přičemž představují-li druh, často se pro ně používá označení sesterské druhy.
Termínu "sesterská skupina" se využívá ve fylogenetické analýze, a pouze skupiny fylogenetickou analýzou identifikované mohou být takto označeny. Příkladem může být analýza ptáků, za jejichž sesterskou skupinu se běžně označují krokodýli. To ale platí pouze v případě, kdy pracujeme výhradně s taxony obsahujícími dnes žijící druhy. Ptačí fylogenetický strom je vnitřní skupinou dinosaurů, takže než se dostaneme ke společnému předku ptáků a krokodýlů, oddělí se ještě řada dalších, dnes již vyhynulých taxonů. Z toho vyplývá, že termín sesterská skupina musí být vnímán relativně, jako nejbližší příbuzný taxon v rámci skupin, druhů, případně vzorků zahrnutých do analýzy.